# Sela Ward
Sela Ann Ward (ur. 11 lipca 1956 w Meridian) – amerykańska aktorka telewizyjna i filmowa.

## Życiorys

### Wczesne lata
Urodziła się w Meridian w Missisipi jako najstarsze z czworga dzieci Annie Kate Ward (z domu Boswell; zm. w 2002 na raka jajnika) i Granberry’ego Hollanda Warda Jr. (zm. w 2009), inżyniera elektryka. Ma młodszą siostrę Jennę (ur. 1957) i dwóch młodszych braci – Berry’ego (ur. 1959) i Brocka (ur. 1961).
W 1977 otrzymała dyplom ukończenia wydziału sztuki i reklamy na Uniwersytecie Alabamy w Tuscaloosa, gdzie występowała jako jedna z cheerleaderek studenckiej drużyny sportowej Crimson Tide, była królową uroczystości homecoming.

### Kariera
Kiedy rozpoczęła pracę w Nowym Jorku jako rysownik scenopisów obrazkowych dla multimediów, została dostrzeżona przez agencję dla modelek Wilhelmina Models i rozpoczęła karierę jako modelka, wystąpiła w ponad dwudziestu telewizyjnych reklamach, m.in. promujących kosmetyki Maybelline. Z czasem przeprowadziła się do stanu Kalifornia, w 1983 podjęła studia aktorskie w Los Angeles oraz zagrała w komedii Blake’a Edwardsa Mężczyzna, który kochał kobiety (The Man Who Loved Women, 1983) u boku Burta Reynoldsa, Julie Andrews i Kim Basinger.
Zabłysnęła rolą Hilary Adams w operze mydlanej CBS Emerald Point N.A.S. (1983-1984), gdzie swoją karierę rozpoczynali Richard Dean Anderson i Andrew Stevens.
Niebawem powróciła na kinowy ekran w komediowym westernie Ballada o koniokradzie (Rustlers' Rhapsody, 1985) z Tomem Berengerem, komedii Nic ich nie łączy (Nothing in Common, 1986) u boku Toma Hanksa, dramacie sensacyjnym Prawo ze stali (Steele Justice, 1987), komedii Hallo znowu (Hello Again, 1987) z Shelley Long, deszczowcu Ścigany (The Fugitive, 1993) u boku Harrisona Forda, komedii Obywatele prezydenci (My Fellow Americans, 1996) u boku Jacka Lemmona i Lauren Bacall, dramacie Klub 54 (54, 1998) z Neve Campbell i Ryanem Phillippe’em, komedii Uciekająca panna młoda (Runaway Bride, 1999) u boku Julii Roberts, Richardem Gere’em i Joan Cusack oraz melodramacie Rafa (The Reef, 1999) z Timothym Daltonem.
Wystąpiła w komediodramacie CBS Druhny (Bridesmaids, 1989) z Shelley Hack oraz miniserialu ABC Christine Cromwell (1990) z tytułową rolą Jaclyn Smith. Za kreację wywodzącej się z cyganerii alkoholiczki Teddy Reed w serialu NBC Siostry (Sisters, 1991–1993) odebrała w 1994 nagrodę Emmy i była nominowana do nagrody Złotego Globu. W sitcomie NBC Frasier (1997) pojawiła się jako supermodelka/zoolog Kelly Easterbrook. Rola Lily Sammler w serialu ABC Jeden raz i znowu (Once and Again, 1999–2002) z Billem Campbellem i Shane West i Jasonem Dohringiem przyniosła jej nagrodę Emmy i nagrodę Złotego Globu. W latach 2005–2006 wcielała się w rolę Stacy Warner w serialu Dr House. Po opuszczeniu CSI: Kryminalne zagadki Nowego Jorku przez Melinę Kanakaranedes, Sela Ward dołączyła do obsady serialu i w 7 sezonie zagra śledczą przybyłą z Waszyngtonu do pomocy ekipie Maca Taylora.

## Życie prywatne
Podczas studiów na Uniwersytecie Stanu Alabama w Tuscaloosa spotykała się z futbolistą Miami Dolphin – Bobem Baumhowerem (ur. 1955). Spotykała się z aktorami – Richardem Deanem Andersonem (1983–1986) i Peterem Wellerem (1987–1990). W dniu 23 maja 1992 poślubiła Howarda Shermana. Mają dwoje dzieci – syna Austina (ur. 13 maja 1994) i córkę Anabellę (ur. 30 maja 1998).

## Filmografia

### Filmy
- 1983: Mężczyzna, który kochał kobiety (The Man Who Loved Women) jako Janet Wainwright
- 1989: Druhny (Bridesmaids, TV) jako Caryl
- 1993: Ścigany (The Fugitive) jako Helen Kimble
- 1996: Obywatele prezydenci (My Fellow Americans) jako Kaye Griffin
- 1998: Klub 54 (54) jako Billie Auster
- 1999: Uciekająca panna młoda (Runaway Bride) jako piękna kobieta w barze
- 2004: Dirty Dancing 2 jako Jeannie Miller
- 2004: Pojutrze (The Day After Tomorrow) jako dr Lucy Hall
- 2006: Patrol (The Guardian) jako Helen Randall
- 2009: Ojczym (The Stepfather) jako Susan Harding
- 2014: Zaginiona dziewczyna (Gone Girl) jako Sharon Schieber
- 2016: Dzień Niepodległości: Odrodzenie (Independence Day: Resurgence) jako prezydent Elizabeth Lanford

### Seriale TV
- 1986: Prawnicy z Miasta Aniołów jako Lynette Pierce
- 1990: Śledztwo na Rainbow Drive jako Laura Demming
- 1997: Frasier jako Kelly Easterbrook
- 1999: The New Batman Adventures jako Page Monroe / dziewczyna z kalendarza (głos)
- 2005–2006: Dr House jako Stacy Warner
- 2010–2013: CSI: Kryminalne zagadki Nowego Jorku jako Jo Danville
- 2016–2017: Graves jako Margaret Graves
- 2018: Westworld jako Juliet
- 2018–2019: F.B.I. jako Dana Mosier